# Rukun Rahayu
Rukun Rahayu is een bestuurslaag in het regentschap Musi Banyuasin van de provincie Zuid-Sumatra, Indonesië. Rukun Rahayu telt 1384 inwoners (volkstelling 2010).